# Lijst van spelers van AS Trenčín
Deze lijst omvat voetballers die bij de Slowaakse club AS Trenčín spelen of gespeeld hebben.

## A
- Stanley Aborah
- Prince Addai
- Issa Adekunle
- Fanendo Adi
- Peter Amrich
- Philippe van Arnhem
- Philip Azango

## B
- Aldo Baéz
- Leon Bailey
- Aliko Bala
- Gejza Baranyai
- Jiří Barcal
- Damián Bariš
- Peter Bartalský
- Daniel Bednárik
- Tomáš Belic
- Henrich Benčík
- Menno Bergsen
- Giorgi Beridze
- Matúš Bero
- Gabriel Bezák
- Radek Bihári
- Adam Brenkus
- Peter Březík
- Miloš Buchta
- Osman Bukari
- Lenny Buyl

## C
- Diego Calgaro
- Hamza Čataković
- Samuel Čentéš
- Angelos Chanti
- Roman Chomistek
- Adrián Chovan
- Denis Chudý
- Vladimír Cifranič
- Ondrej Číž
- Peter Čögley
- Ivenzo Comvalius
- Kamil Čontofalský
- Milan Corryn
- Juraj Czinege

## D
- David Depetris
- Papé Diakité
- Iván Díaz
- Jamarro Diks
- Marián Dirnbach
- Roman Dobeš
- Pepijn Doesburg
- Peter Doležaj
- Martin Doubek
- Peter Ďuriš
- Lukáš Ďuriška

## E
- Emmanuel Edmond
- Aschraf El Mahdioui
- Sebastián Ereros

## F
- Martin Fabuš
- Ľubomír Faktor
- Maroš Ferenc
- Marek Frimmel

## G
- Reuben Gabriel
- Lukas Galik
- Roman Gergel
- Abubakar Ghali
- Boris Godál
- Hilary Gong
- Dávid Guba

## H
- Ricky van Haaren
- Haris Hajradinović
- Filip Halgos
- Michal Hlavňovský

## I
- Milan Ivana
- Rabiu Ibrahim

## J
- Jairo de Macedo da Silva
- Rangelo Janga
- Chisom Leonard Johnson
- Keston Julien

## K
- Samuel Kalu
- Tomáš Kaňa
- Steve Kapuadi
- Martin Kasálek
- Petr Kaspřák
- Gino van Kessel
- Jeffrey Ket
- Karol Kisel
- Peter Klescik
- Milton Klooster
- Rodney Klooster
- Lubor Knapp
- Ryan Koolwijk
- Cole Kpekawa
- Ivo Krajčovič
- Radim Krupník
- Lubomír Kubica
- František Kubík
- Milan Kvocera

## L
- Mohammed Lamine
- James Lawrence
- Michal Lesák
- Ruben Ligeon
- Martin Lipčák
- Stanislav Lobotka

## M
- Kingsley Madu
- Stefan Maierhofer
- Antonio Mance
- Erhan Mašović
- Kule Mbombo
- Wesley Moraes Ferreira da Silva

## N
- Jan Nečas
- John Neeskens
- Erik Nielson
- Uche Nwofor

## O
- Rudolf Obal
- Imrane Oulad Omar

## P
- Alexandros Pagalis
- Paulo Junior
- Jakub Paur
- Lester Peltier
- Andrej Porázik
- Erik Prekop

## R
- Mirko Radovanović
- Rafael Martins Vieira da Silva
- Ramón Rodríguez da Silva
- Danny van der Ree
- Ante Roguljić
- Milan Rundić
- Daniel Rygel

## S
- Jorge Salinas
- Cristian Santana
- Mitchell Schet
- Igor Šemrinec
- Moses Simon
- Martin Škrtel
- Joey Sleegers
- Thijs Sluijter
- Filip Stibůrek
- Igor Szkukalek

## T
- Mário Tóth

## U
- Desley Ubbink
- Maduka Udeh
- Emeka Umeh

## V
- Jozef Valachovič

## W
- William Alves de Oliveira

## Y
- Reuben Yem
- Yin Congyao

## Z
- Abdul Zubairu